# European News Exchange
European News Exchange (ENEX) är ett nätverk för utbyte av nyhetsfotografier och överföring mellan TV-bolag världen över.

## ENEX-medlemmar (2007)
| Land           | Stad        | TV-Station         |
| -------------- | ----------- | ------------------ |
| Belgien        | Bryssel     | RTL-TVI            |
| Belgien        | Vilvoorde   | VTM                |
| Danmark        | Odense      | TV2                |
| Finland        | Helsingfors | MTV3               |
| Finland        | Helsingfors | Channel 4          |
| Frankrike      | Paris       | M6 Métropole TV    |
| Grekland       | Aten        | Antenna TV         |
| Irland         | Dublin      | TV 3               |
| Island         | Reykjavik   | Channel 2 (Stöd 2) |
| Israel         | Jerusalem   | Channel 2          |
| Israel         | Jerusalem   | Channel 2          |
| Japan          | Tokyo       | TBS                |
| Kroatien       | Zagreb      | RTL Televizija     |
| Luxemburg      | Luxemburg   | RTL Letzebuerg     |
| Luxemburg      | Luxemburg   | ENEX               |
| Nederländerna  | Hilversum   | RTL4               |
| Norge          | Bergen      | TV2                |
| Polen          | Warszawa    | Tvn24              |
| Portugal       | Lissabon    | SIC                |
| Rumänien       | Bucharest   | Pro TV             |
| Ryssland       | Moskva      | NTV                |
| Serbien        | Belgrad     | B92                |
| Spanien        | Madrid      | TeleCinco          |
| Storbritannien | London      | Sky News           |
| Storbritannien | London      | five               |
| Sverige        | Stockholm   | TV4                |
| Tjeckien       | Prag        | NOVA TV            |
| Turkiet        | Istanbul    | NTV                |
| Tyskland       | Berlin      | n-tv               |
| Tyskland       | Köln        | RTL Television     |
| Tyskland       | München     | RTL 2              |
| Ukraina        | Kiev        | 1+1                |
| Ungern         | Budapest    | RTL Klub           |
| USA            | New York    | CBS                |